# Jorge Sursúbulo

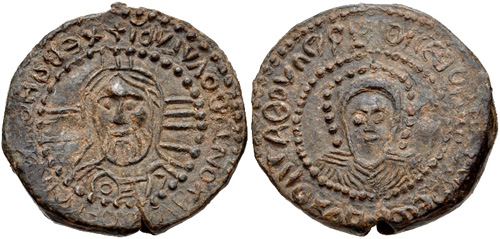
Selo de r.

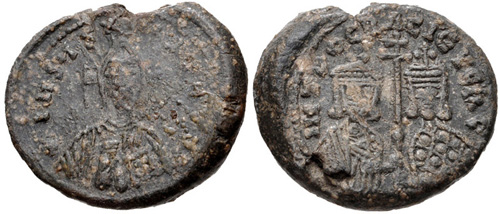
Selo do imperador r. com Irene Lecapena r.

Jorge Sursúbulo (em grego medieval: Γεώργιος Σουρσούβουλος; romaniz.: Geórgios Soursoúboulos; em búlgaro: Георги Сурсувул; romaniz.: Georgi Sursuvul), também conhecido como Sursubules (em grego medieval: Σουρσουβούλης; romaniz.: Soursouboúles) ou Surbules (em grego medieval: Σουρβούλης; romaniz.: Sourboúles), foi um nobre búlgaro do século X, ativo sob os czares Simeão I (r. 893–927) e Pedro I (r. 927–969).

## Vida
Jorge era membro da família Sursúbulo e irmão da segunda esposa de nome incerto do czar Simeão I (r. 893–927) e evidentemente um confidente íntimo do monarca. Pouco antes de sua morte em 27 de maio de 927, Simeão nomeou-o regente (epítropo) de seus filhos, eles próprios seus sobrinhos. Com a morte de Simeão, os povos que circundavam a Bulgária prepararam-se para invadir o país e também se temia que o Império Bizantino fosse retaliar. Jorge e Pedro I (r. 927–969), o sucessor, realizaram grande campanha na Macedônia, que foi saqueada.
Ao tomar ciência de que o imperador Romano I Lecapeno (r. 920–944) planejava um contra-ataque, eles enviaram secretamente o monge Calóciris para Constantinopla para propor um tratado de paz e uma aliança de casamento. Romano concordou e enviou o monge Teodósio Abuces e o clérigo Constantino, o Ródio para Mesembria, onde novas negociações ocorreram. Os emissários retornaram a Constantinopla com um búlgaro chamado Estêvão e foram seguidos por Jorge. No outono de 927, a paz foi concluída e Pedro casou-se com Irene (Maria), filha do coimperador Cristóvão Lecapeno. O casamento foi celebrado fora das portas da capital.
Ao que parece Jorge teve papel decisivo nesses eventos, atuando como um dos principais conselheiros de Pedro. Steven Runciman sugeriu que Jorge renunciou sua posição depois disso, mas é igualmente possível que houve algum tipo de anúncio ao inexperiente Pedro.